# Pseudosermyle physconia
Pseudosermyle physconia är en insektsart som först beskrevs av Rehn, J.A.G. 1904.  Pseudosermyle physconia ingår i släktet Pseudosermyle och familjen Diapheromeridae. Inga underarter finns listade i Catalogue of Life.